# Remo nos Jogos Pan-Americanos de 2007
O remo nos Jogos Pan-Americanos de 2007 foi realizado no Estádio de Remo da Lagoa entre 14 e 19 de julho. Foram disputadas oito provas masculinas e quatro femininas. As provas de oito com e dois sem feminino inicialmente também integrariam o programa do Pan, mas a primeira foi excluída por falta de competidoras no continente americano e a segunda por não contar com um número mínimo de inscrições determinado pela Federação Internacional de Remo (FISA).

## Países participantes

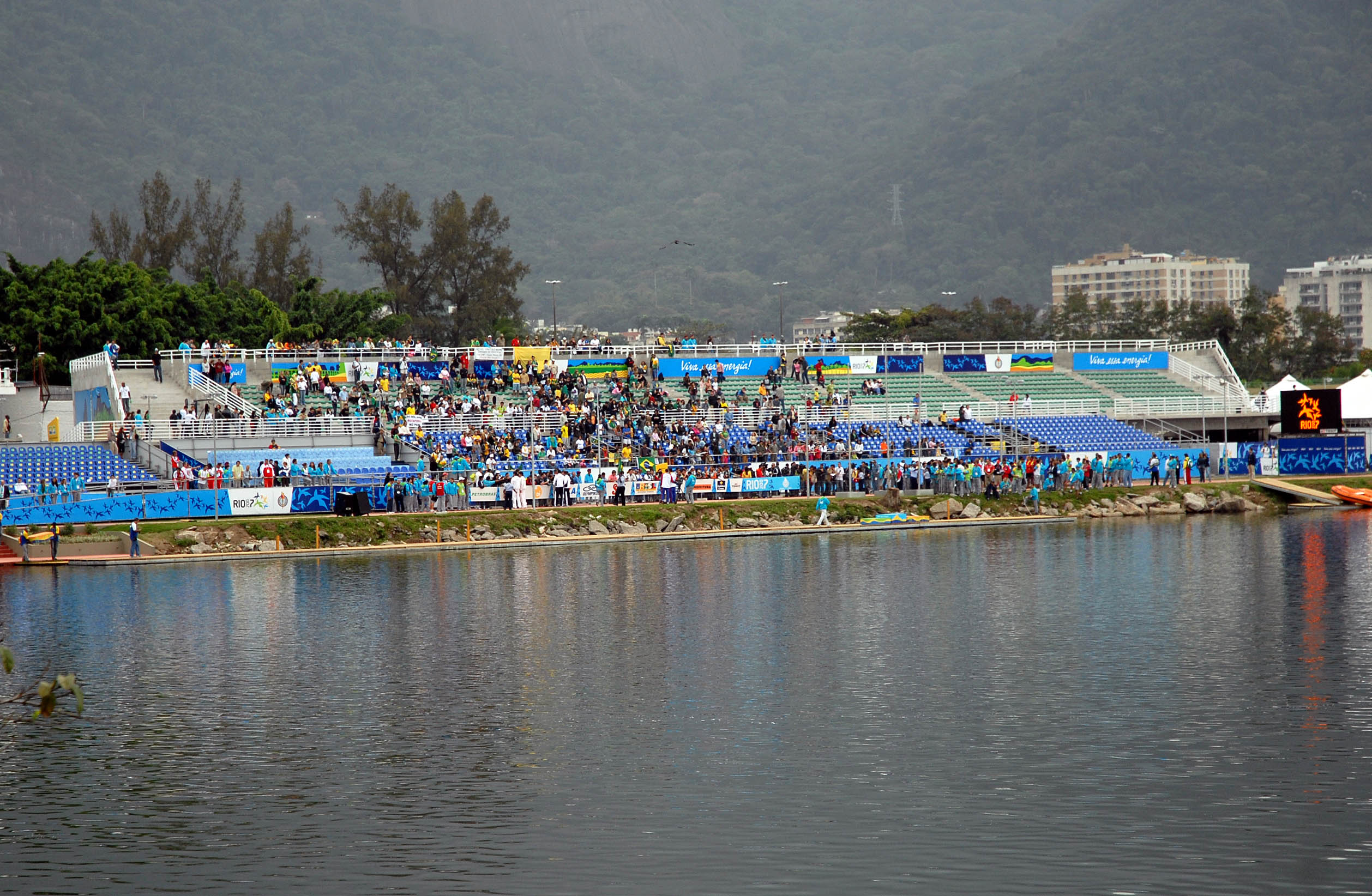
Estádio de Remo da Lagoa, sede das competições.

Um total de 15 delegações apresentaram atletas participantes nas competições de canoagem, totalizando 81 homens e 38 mulheres:
| - ARG Argentina (12) - BRA Brasil (9) - CAN Canadá (8) - CHI Chile (4) - CUB Cuba (13) - ECU Equador (1) - ESA El Salvador (3) - GUA Guatemala (2) | - HON Honduras (1) - MEX México (5) - PAN Panamá (1) - PER Peru (2) - URU Uruguai (3) - USA Estados Unidos (13) - VEN Venezuela (5) |

## Medalhistas
Masculino
| Evento                         | Ouro | Prata | Bronze |
| ------------------------------ | --- | --- | --- |
| Skiff simples detalhes         | Santiago Fernández ARG Argentina | Yoannis Hernández CUB Cuba | Marcelus Marsilli Silva BRA Brasil |
| Skiff duplo detalhes           | Janier Concepción Yoennis Hernández CUB Cuba | Rodrigo Murillo Ariel Suárez ARG Argentina | Deaglan McEachern Francis Cuddy USA Estados Unidos |
| Skiff duplo peso leve detalhes | Eyder Batista Yunior Pérez CUB Cuba | Rich Montgomery Andrew Liverman USA Estados Unidos | Felipe Leal Miguel Cerda CHI Chile |
| Skiff quádruplo detalhes       | Yuleydis Cascaret Janier Concepción Ángel Fournier Yoennis Hernández CUB Cuba                                                                                    | Víctor Claus Ariel Suárez Santiago Fernández Cristian Rosso ARG Argentina | Warren Anderson Jamie Schroeder Deaglan McEachern Francis Cuddy USA Estados Unidos                                                                                 |
| Dois sem detalhes              | Dan Casaca Christopher Jarvis CAN Canadá | Daniel Beery Patrick O'Dunne USA Estados Unidos | Anderson Nocetti Allan Bittencourt BRA Brasil |
| Quatro sem detalhes            | Horacio Sicilia Maximiliano Martínez Joaquín Iwan Diego Martín López ARG Argentina                                                                               | Gabe Winkler Sebastian Bea Howard Tyler Winklevoss Cameron Winklevoss USA Estados Unidos                                                                                          | Todd Keesey Vincent Goodfellow David Lamb Brent Heron CAN Canadá                                                                                                   |
| Quatro sem peso leve detalhes  | Adam Reynolds Andrew Borden John Haver Paul Amesbury CAN Canadá                                                                                                  | Andrew Bolton Bjorn Larsen Matthew Smith Simon Carcagno USA Estados Unidos | Eyder Batista Dixan Massip Irán González Yunior Pérez CUB Cuba |
| Oito com detalhes              | Troy Kepper Chris Callaghan Gabe Winkler Daniel Beery Cameron Winklevoss Sebastian Bea Patrick O'Dunne Howard Tyler Winklevoss Ned Delguercio USA Estados Unidos | Renan Castro Alexandre Ribas Leandro Francisco Tozzo Gibran Cunha José Roberto Nascimento Jr. Marcelus Marsilli Silva Anderson Nocetti Allan Bittencourt Nilton Alonço BRA Brasil | Alan San Martín Marcelo Walter Bronca Maximiliano Martínez Joaquín Iwan Horacio Sicilia Diego Martín López Damian Ordas Mariano Palermo Joel Infante ARG Argentina |

Feminino
| Evento                         | Ouro                                                                | Prata                                                                           | Bronze                                                                            |
| ------------------------------ | ------------------------------------------------------------------- | ------------------------------------------------------------------------------- | --------------------------------------------------------------------------------- |
| Skiff simples detalhes         | Mayra González CUB Cuba                                             | María Gabriela Best ARG Argentina                                               | Camila Vargas ESA El Salvador                                                     |
| Skiff duplo detalhes           | Sarah Trowbridge Margaret Matia USA Estados Unidos                  | Peggy Hyslop Cristin McCarty CAN Canadá                                         | Yurisleydis Venet Mayra González CUB Cuba                                         |
| Skiff duplo peso leve detalhes | Yaima Velázquez Ismaray Marerro CUB Cuba                            | Analicia Ramírez Esnaurrizar Lila Pérez Rul MEX México                          | Amber Cuthbertson Camille Brillon CAN Canadá                                      |
| Skiff quádruplo detalhes       | Nathalie Maurer Zoe Hoskins Peggy Hyslop Cristin McCarty CAN Canadá | Julie Nichols Reilly Dampeer Sarah Trowbridge Margaret Matia USA Estados Unidos | Carolina Schiffmacher María Abalo María Gabriela Best Lucia Palermo ARG Argentina |
| Dois sem detalhes              | Soraya Jadue María José Orellana CHI Chile                          | Zoe Hoskins Nathalie Maurer CAN Canadá                                          | Ruth Stiver Jennifer Reck USA Estados Unidos                                      |

## Quadro de medalhas
| Ordem | País               | Medalha de ouro | Medalha de prata | Medalha de bronze |    |
| ----- | ------------------ | --------------- | ---------------- | ----------------- | -- |
| 1     | CUB Cuba           | 5               | 1                | 2                 | 8  |
| 2     | CAN Canadá         | 3               | 2                | 2                 | 7  |
| 3     | USA Estados Unidos | 2               | 5                | 3                 | 10 |
| 4     | ARG Argentina      | 2               | 3                | 2                 | 7  |
| 5     | CHI Chile          | 1               |                  | 1                 | 2  |
| 6     | BRA Brasil         |                 | 1                | 2                 | 3  |
| 7     | MEX México         |                 | 1                |                   | 1  |
| 8     | ESA El Salvador    |                 |                  | 1                 | 1  |
| TOTAL | TOTAL              | 13              | 13               | 13                | 39 |